# Dominik Hrbatý
Dominik Hrbatý (ur. 4 stycznia 1978 w Bratysławie) – słowacki tenisista, reprezentant w Pucharze Davisa, olimpijczyk.

## Kariera tenisowa
Karierę zawodową rozpoczął w 1996, już pod koniec tego roku awansując do czołowej setki rankingu światowego, dzięki rezultatom uzyskiwanym w turniejach rangi ATP Challenger Tour, wygrywając m.in. w Pilźnie. Pierwszy start w turnieju wielkoszlemowym zaliczył w 1997 roku podczas Australian Open dochodząc do 4 rundy po zwycięstwach nad wyżej klasyfikowanymi Sandonem Stollem, Nicklasem Kultim i Albertem Berasateguiem, a późniejszego zwycięzcę turnieju Pete'a Samprasa zmuszając do pięciosetowej walki (w piątym secie Hrbatý prowadził z przełamaniem serwisu). W dalszej części sezonu 1997 osiągnął po raz pierwszy finał turnieju ATP World Tour w Palermo, a rok zakończył w czołowej pięćdziesiątce. Tegoż samego roku uzyskał również finał debla w Umagu, partnerując Karolowi Kučerze.
W 1998 wygrał swój pierwszy turniej, pokonując w finale w San Marino Mariana Puertę oraz dochodząc do finału debla w Amsterdamie w parze z Kučerą. Rok później triumfował w Pradze (w finale z Ctislavem Dosedělem), a także był w półfinale wielkoszlemowego French Open; pokonał na kortach im. Rolanda Garrosa m.in. Jewgienija Kafielnikowa oraz byłego lidera rankingu Marcela Ríosa, a przegrał w czterech setach ze zwycięzcą turnieju Andre Agassim.
Kolejne starty w roku 2000 dały mu pierwszy w karierze awans do czołowej dwudziestki rankingu. Nie wygrał w tym roku żadnego turnieju, ale zaliczył 3 finały, w tym turnieju rangi ATP Masters Series w Monte Carlo (przegrał w decydującym meczu z Cédrikiem Pioline’em). Był także w 4 rundzie US Open. Wygrał w sezonie 10 pojedynków z rywalami z najlepszej dziesiątki na świecie, w tym cztery z Kafielnikowem. W deblu z kolei Słowak wygrał swój pierwszy turniej rangi ATP Masters Series w Rzymie. Wspólnie z Martinem Dammem pokonał w finale duet Wayne Ferreira–Jewgienij Kafielnikow. W tym samym roku osiągnął ponadto 3 inne finały gry podwójnej, w tym imprezy w Miami.
Sezon 2002 zaczął od triumfu w Auckland (w finale z Francisco Clavetem) i był w ćwierćfinale Australian Open (w 4 rundzie pokonał Marata Safina, przegrał z Patrickiem Rafterem). W dalszej części sezonu zdobył deblowy tytuł w Taszkencie tworząc parę z Julienem Boutterem. W 2002 roku Hrbatý wypadł z najlepszej pięćdziesiątki rankingu. Poza pięćdziesiątką (ale nadal w czołowej setce) pozostawał również w 2003, osiągając finał turnieju w Auckland (porażka w finale z Gustavem Kuertenem).
Sezon 2004 był najlepszy w karierze Słowaka. Hrbatý wygrał 3 turnieje, był w jeszcze 1 finale. Dzięki kolejnemu dobremu początkowi sezonu (wygrane turniejowe w Adelaide – w finale z Michaëlem Llodrą i Auckland – z Rafaelem Nadalem). W lutym 2004 wygrał halowy turniej w Marsylii (w finale z Robinem Söderlingiem). W dalszej części sezonu był w finale w Casablance (przegrał z Santiagiem Venturą), i ćwierćfinale US Open. Na koniec roku Hrbatý uzyskał również finał debla w Petersburgu. W październiku sklasyfikowano go na najwyższym w karierze 12. miejscu w rankingu, a sezon zakończył dwie pozycje niżej.
Utrzymał miejsce w najlepszej dwudziestce tenisistów także w sezonie 2005, natomiast zakończył rok jako nr 20. w zestawieniu ATP World Tour, będąc jedynym graczem w dwudziestce, który w sezonie nie wygrał turnieju, ani nie był w finale. Był natomiast w ćwierćfinale Australian Open (pokonał m.in. Gastóna Gaudia i Thomasa Johanssona, przegrał z Maratem Safinem), 4 rundzie US Open. W październiku 2006 Słowak awansował do finału zawodów ATP Masters Series w Paryżu, eliminując wcześniej Tommy'ego Haasa. Uległ dopiero Nikołajowi Dawydience.
W 2005 roku doszedł wspólnie z reprezentacją Słowacji do finału Pucharu Davisa. Był liderem ekipy, która po raz pierwszy w historii startów w tych rozgrywkach awansowała do finału. Zdobywał punkty we wszystkich meczach kampanii, m.in. w 1 rundzie nad broniącymi trofeum Hiszpanami. Rok wcześniej walnie przyczynił się do odzyskania przez Słowację miejsca w grupie światowej Pucharu Davisa, zdobywając 2 punkty w meczu z Niemcami. Do końca swoich startów w rozgrywkach rozegrał 58 pojedynków (singiel i debel) z których w 33 zwyciężył. Hrbatý występował także w innych zespołach reprezentacyjnych– miał znaczący udział w zdobyciu przez Słowację drużynowego pucharu świata w roku 2000 (pokonał wówczas Haasa, Samprasa i Kafielnikowa) oraz Pucharu Hopmana w 2005 (wspólnie z Danielą Hantuchovą). W styczniu 2009 roku, partnerując Dominice Cibulkovej, wygrał Puchar Hopmana po raz trzeci w karierze.
W swojej karierze trzykrotnie rywalizował na igrzyskach olimpijskich. W grze pojedynczej najdalej dotarł do 2 rundy, natomiast w grze podwójnej do ćwierćfinału wspólnie z Karolem Kučerą podczas igrzysk olimpijskich w Sydney.
W 2010 roku ogłosił zakończenie kariery.

### Finały w turniejach ATP World Tour
| Legenda                                      |
| -------------------------------------------- |
| Wielki Szlem                                 |
| Igrzyska olimpijskie                         |
| Tennis Masters Cup / ATP Finals              |
| ATP Masters Series / ATP Tour Masters 1000   |
| ATP International Series Gold / ATP Tour 500 |
| ATP International Series / ATP Tour 250      |

#### Gra pojedyncza (6–7)
| Końcowy wynik | Nr | Data                | Turniej     | Nawierzchnia  | Przeciwnik          | Wynik finału        |
| ------------- | -- | ------------------- | ----------- | ------------- | ------------------- | ------------------- |
| Finalista     | 1. | 5 października 1997 | Palermo     | Ceglana       | Alberto Berasategui | 4:6, 2:6            |
| Zwycięzca     | 1. | 16 sierpnia 1998    | San Marino  | Ceglana       | Mariano Puerta      | 6:2, 7:5            |
| Zwycięzca     | 2. | 2 maja 1999         | Praga       | Ceglana       | Ctislav Doseděl     | 6:2, 6:2            |
| Finalista     | 2. | 23 kwietnia 2000    | Monte Carlo | Ceglana       | Cédric Pioline      | 4:6, 6:7(3), 6:7(6) |
| Finalista     | 3. | 12 listopada 2000   | Petersburg  | Twarda (hala) | Marat Safin         | 6:2, 4:6, 4:6       |
| Finalista     | 4. | 26 listopada 2000   | Brighton    | Twarda (hala) | Tim Henman          | 2:6, 2:6            |
| Zwycięzca     | 3. | 14 stycznia 2001    | Auckland    | Twarda        | Francisco Clavet    | 6:4, 2:6, 6:3       |
| Finalista     | 5. | 12 stycznia 2003    | Auckland    | Twarda        | Gustavo Kuerten     | 3:6, 5:7            |
| Finalista     | 6. | 23 maja 2004        | Casablanca  | Ceglana       | Santiago Ventura    | 3:6, 6:1, 4:6       |
| Zwycięzca     | 4. | 11 stycznia 2004    | Adelaide    | Twarda        | Michaël Llodra      | 6:4, 6:0            |
| Zwycięzca     | 5. | 18 stycznia 2004    | Auckland    | Twarda        | Rafael Nadal        | 4:6, 6:2, 7:5       |
| Zwycięzca     | 6. | 29 lutego 2004      | Marsylia    | Twarda (hala) | Robin Söderling     | 4:6, 6:4, 6:4       |
| Finalista     | 7. | 5 listopada 2006    | Paryż       | Twarda (hala) | Nikołaj Dawydienko  | 1:6, 2:6, 2:6       |

#### Gra podwójna (2–6)
| Końcowy wynik | Nr | Data                 | Turniej    | Nawierzchnia    | Partner           | Przeciwnicy                          | Wynik finału        |
| ------------- | -- | -------------------- | ---------- | --------------- | ----------------- | ------------------------------------ | ------------------- |
| Finalista     | 1. | 27 lipca 1997        | Umag       | Ceglana         | Karol Kučera      | Dinu Pescariu Davide Sanguinetti     | 6:7, 4:6            |
| Finalista     | 2. | 9 sierpnia 1998      | Amsterdam  | Ceglana         | Karol Kučera      | Jacco Eltingh Paul Haarhuis          | 3:6, 2:6            |
| Finalista     | 3. | 26 marca 2000        | Miami      | Twarda          | Martin Damm       | Todd Woodbridge Mark Woodforde       | 3:6, 4:6            |
| Zwycięzca     | 1. | 14 maja 2000         | Rzym       | Ceglana         | Martin Damm       | Wayne Ferreira Jewgienij Kafielnikow | 6:4, 4:6, 6:3       |
| Finalista     | 4. | 8 października 2000  | Hongkong   | Twarda          | David Prinosil    | Wayne Black Kevin Ullyett            | 1:6, 2:6            |
| Finalista     | 5. | 29 października 2000 | Bazylea    | Dywanowa (hala) | Roger Federer     | Donald Johnson Piet Norval           | 6:7(9), 6:4, 6:7(4) |
| Zwycięzca     | 2. | 16 września 2001     | Taszkent   | Twarda          | Julien Boutter    | Marius Barnard Jim Thomas            | 6:4, 3:6, 13–11     |
| Finalista     | 6. | 31 października 2004 | Petersburg | Dywanowa (hala) | Jaroslav Levinský | Arnaud Clément Michaël Llodra        | 3:6, 2:6            |

### Starty wielkoszlemowe (gra pojedyncza)
| Turniej         | 1996 | 1997 | 1998 | 1999 | 2000 | 2001 | 2002 | 2003 | 2004 | 2005 | 2006 | 2007 | 2008 | 2009 | 2010 | Wygrane turnieje | Bilans w turnieju |
| --------------- | ---- | ---- | ---- | ---- | ---- | ---- | ---- | ---- | ---- | ---- | ---- | ---- | ---- | ---- | ---- | ---------------- | ----------------- |
| Australian Open | –    | 4R   | 1R   | 1R   | 1R   | QF   | 4R   | 1R   | 3R   | QF   | 4R   | 3R   | –    | 2R   | –    | 0 / 12           | 22–12             |
| French Open     | –    | 1R   | 3R   | SF   | 2R   | 2R   | 1R   | 2R   | 2R   | 1R   | 3R   | 1R   | 1R   | –    | –    | 0 / 12           | 13–12             |
| Wimbledon       | –    | 1R   | 1R   | 1R   | 2R   | 1R   | 1R   | 1R   | 3R   | 2R   | 1R   | 1R   | 1R   | –    | –    | 0 / 12           | 4–12              |
| US Open         | –    | 1R   | 2R   | 1R   | 4R   | 2R   | 3R   | 2R   | QF   | 4R   | 1R   | 1R   | 1R   | –    | –    | 0 / 12           | 15–12             |
| Bilans spotkań  | –    | 3–4  | 3–4  | 5–4  | 5–4  | 6–4  | 5–4  | 2–4  | 9–4  | 8–4  | 5–4  | 2–4  | 0–3  | 1–1  | –    | N/A              | 54–48             |

## Odznaczenia i nagrody
- Order Ľudovíta Štúra II Klasy – 2006 (potwierdzony 2011)[2]
- W 2000 roku otrzymał Krištáľové krídlo[3]